# Imperial Airways

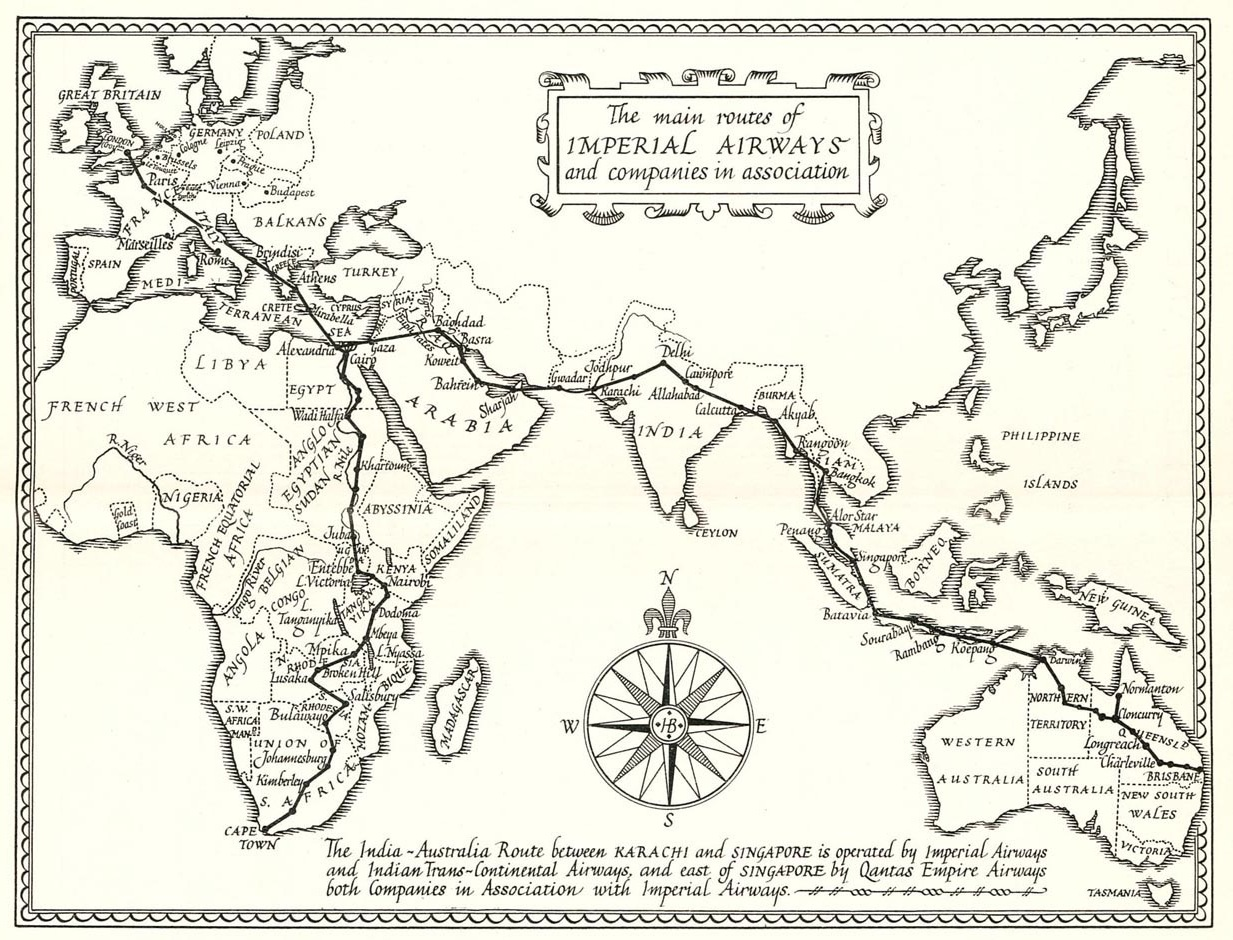
Imperial routekaart naar Zuid-Afrika en Australië (1935)

Imperial Airways was de eerste Britse luchtvaartmaatschappij die langeafstandsvluchten uitvoerde. Het bedrijf was actief tussen 1924 en 1939 en had lijndiensten naar de toenmalige Britse koloniën en overzeese gebieden, zoals Zuid-Afrika, India en landen in het Verre Oosten, waaronder Malakka en Hongkong. Ook werden er vluchten uitgevoerd naar verschillende Europese bestemmingen.
In 1939 ging Imperial Airways samen met British Airways Ltd tot de British Overseas Airways Corporation.

## Oprichting
Imperial Airways werd opgericht op advies van het 'Hambling Committee' van de Britse overheid, nadat er in Frankrijk en Duitsland al nationale luchtvaartmaatschappijen waren opgericht. In 1923 werd er een rapport opgesteld waarin stond dat de vier grootste reeds bestaande maatschappijen, The Instone Air Line Company, Noel Pembertin-Billing's British Marine Air Navigation, The Daimler Airway en Handley Page Transport Co Ltd., moesten worden gefuseerd. Men hoopte dat hiermee een bedrijf kon worden opgericht dat kon concurreren met de Franse en Duitse maatschappijen en waarmee de burgerluchtvaart van Groot-Brittannië naar het buitenland kon worden ontwikkeld. Over een periode van 10 jaar werd er £1 miljoen subsidie beschikbaar gesteld om het nieuwe bedrijf te laten slagen. Eind 1923 werd er een overeenkomst bereikt met de regering.
Imperial Airways Limited werd op 31 maart 1924 opgericht. Het bedrijf was gevestigd op de luchthaven van Croydon, ten zuiden van Londen. Vanwege aanloopproblemen begonnen de vluchten pas op 26 april 1924 met een dagelijkse dienst tussen Londen en Parijs met een De Havilland DH.34. Op 2 juni van dat jaar werd er ook een verbinding tussen Londen en Amsterdam gestart en in de loop van 1924 werden er meer routes naar Europese steden geopend.
In het eerste jaar vervoerde de maatschappij 11.395 passagiers en 212.380 brieven. In april 1925 werd er voor het eerst in de geschiedenis een film gedraaid aan boord van een vliegtuig; het ging om The Lost World tijdens een vlucht op de route tussen Londen en Parijs.

## Passagiers en bemanning
De cabines van Imperial Airways waren vaak erg klein en boden ruimte voor maximaal 20 passagiers. In de jaren '30 vlogen ongeveer 50.000 passagiers met Imperial Airways. Het merendeel van de passagiers vloog op routes tussen Groot-Brittannië en de toenmalige kolonies en reisde voor het werk (administratie, zaken of onderzoek in de kolonies). In het begin konden alleen de rijksten zich veroorloven met het vliegtuig te reizen, maar later vlogen meer verschillende mensen. De vluchten werden zeer positief ervaren, aangezien de vliegtuigen laag en langzaam vlogen, waardoor de passagiers veel van de omgeving konden zien.
Imperial Airways had een bemanning die bestond uit alleen mannen, zowel piloten, stewards als grondbemanning. Er moest ook bemanning zijn in de tussenstops van de langere routes; zij vlogen mee zonder geld op te brengen. Een aantal bemanningsleden verloor het leven bij verscheidene ongelukken. Tegen het einde van de jaren 30 had Imperial Airways ongeveer 3000 werknemers.

## Naslagwerken
- (en)  Baldwin, N.C. (1950), Imperial Airways (and Subsidiary Companies): A History and Priced Check List of the Empire Air Mails. Sutton Coldfield, England: Francis J. Field
- (en)  Bluffield, Robert (2009), Imperial Airways – The Birth of the British Airline Industry 1914–1940. Hersham, Surrey, England: Ian Allen Publishing. ISBN 978-1-906537-07-4